# Adolf Anderle

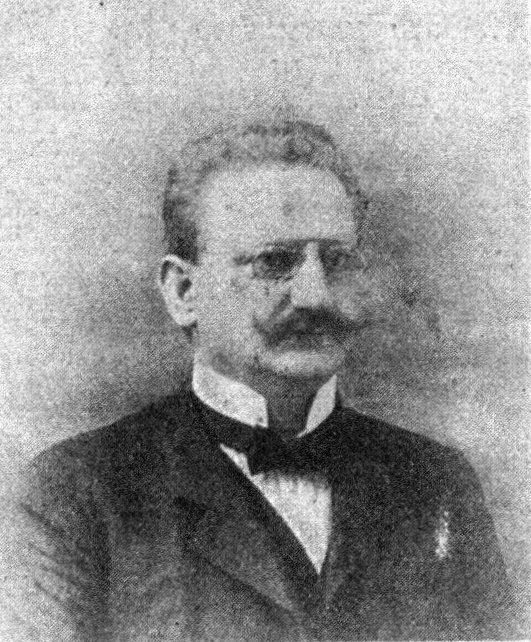
Adolf Anderle

Adolf Anderle (* 19. Mai 1868 in Wien; † 26. Juni 1919 ebenda) war ein österreichischer Politiker (CSP) und Landeskanzleibeamter. Er war von 1909 bis 1919 Abgeordneter zum Landtag von Niederösterreich und gehörte zwischen 1907 und 1911 dem Abgeordnetenhaus des Österreichischen Reichsrates an.
Anderle besucht nach sechs Klassen Volksschule zwei Jahre ein Gymnasium und besuchte danach einen Handelskurs. Er war in der Folge als Handelsangestellter tätig und wechselte danach als Landesbeamter ins Referat für Gesundheitswesen und Gewerbeförderung. Daneben engagierte sich Anderle in katholischen Jugend- und Berufsvereinen, wobei er sich einen Namen als Vorkämpfer der christlich-sozialen Arbeiterbewegung machte.
Politisch war Anderle ab 1898 als Schriftführer in der niederösterreichischen Verbandsleitung der christlichsozialen Arbeiterschaft aktiv, 1899 stieg er zum Parteisekretär der „Christlich-sozialen Arbeitervereine Niederösterreichs“ auf und übernahm 1901 dessen Führung. Zudem war Anderle ab 1905 Mitglied des ständigen Arbeitsbeirates des Handelsministeriums. Zwischen 1907 und 1911 vertrat er die Christlichsoziale Partei im Abgeordnetenhaus des Österreichischen Reichsrates, zudem war er ab dem 8. Jänner 1909 Mitglied des Niederösterreichischen Landtags, wobei er zunächst über ein Mandat der Allgemeinen Wählerklasse in den Landtag einzog. Er gehörte der Landtag auch nach dem Ersten Weltkrieg bis zu seinem Tod an und hatte zuletzt die Funktion des Stellvertretenden Klubobmanns der Wiener Christlichsozialen im Niederösterreichischen Landtag inne.